# 王霜
王霜（1995年1月23日—），湖北武汉人，中国女子足球運動员，现效力于武汉车谷江大女子足球俱乐部。

## 生平
王霜为湖北足协青训系统培养出来的球员。12岁入选中国U-16女足国家队；而在她15岁的时候，她又得到了U-19国家队的召唤。
2013年的全运会赛场，代表湖北省U18女足出战的王霜表现，一共打入7粒进球。同样在2013年，王霜还获得了第一次代表国家队出场的机会，并随队参加了阿尔加夫杯和东亚杯。而在2013年亚足联U19女子青年锦标赛中，王霜同样在中国青年队中扮演了角色。
2013年，王霜得到了韩国WK联赛俱乐部大田体彩的邀约，开始了海外踢球的生涯。加入球队，帮助东家杀入韩国足总杯的决赛。而在年的亚足联颁奖仪式中，王霜也得到了「2013亚足联最佳年轻球员」的提名荣誉。
2018年2月13日，王霜加盟家乡球队武汉江大女足。
2018年8月3日，巴黎圣日耳曼宣布王霜加盟球队，合约为期2年。
2019年7月5日，王霜经双方同意离开巴黎圣日耳曼，回到武汉车都江大参加中国女足超级联赛。
2022年，当选中共二十大代表（湖北选区）。
2023年，当选中国足球协会执委，就任时为中国足协执委中唯一的现役足球运动员。
2023年12月8日，转会至英格兰女子足球超级联赛托特纳姆热刺女子足球俱乐部，很少获得上场机会，未能成为主力。
2025年离开托特纳姆热刺，又回到武汉车谷江大女足。当年作为主力球员为球队赢得首届亚足联女子冠军联赛冠军。

## 荣誉

### 国家队
中国国家女子足球队
- 亞洲盃冠軍：2022
- 四国邀请赛：2014、2016、2017、2018
- 永川国际女足邀请赛：2015、2016

### 俱乐部
武汉车谷江大女足
- 亚足联女子冠军联赛冠军：2025
- 中国女子足球超级联赛冠军：2020、2021

大连权健
- 中国女子足球超级联赛冠军：2016、2017

### 个人
- 韩国女子足协杯最有价值球员：2013
- 永川国际女足邀请赛最佳射手：2015
- 亚洲足球小姐：2018[5]
- 中国女子金球奖：2017、2018、2019、2021[6]